# Maison des Simpson
 (octobre 2024).
Si vous disposez d'ouvrages ou d'articles de référence ou si vous connaissez des sites web de qualité traitant du thème abordé ici, merci de compléter l'article en donnant les références utiles à sa vérifiabilité et en les liant à la section « Notes et références ».
Théoriquement, Les Simpson vivent généralement au 742 Evergreen Terrace à Springfield. D'autres numéros de rue ont été donnés au fil des épisodes, tels que 59, 94, 442 (épisode 15 saison 11 Missionnaire Impossible), 723 et 1094, ajoutés à l'adresse 430 Spalding Way. Néanmoins, si les lieux changent, la maison reste toujours la même. C'est un des lieux principaux de la série et elle a été achetée quinze mille dollars par le couple.

## Description

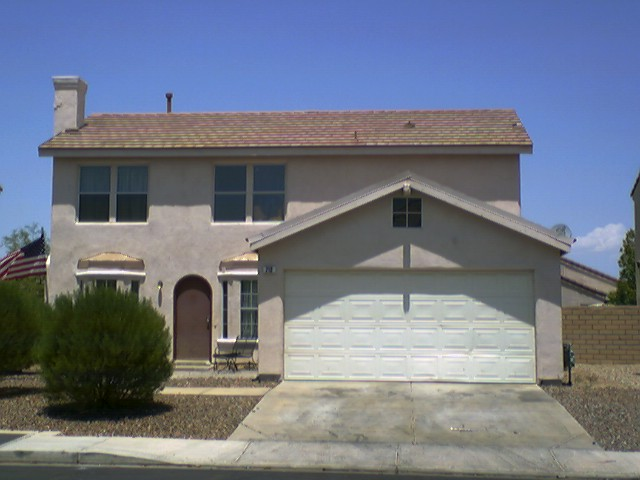
Une réplique de la résidence à Henderson Nevada.

La maison a un aspect un peu criard à cause de sa couleur orange plus ou moins foncée. Elle possède un garage une place (la voiture de Marge reste devant la porte du garage), une cave, un grenier et des fondations assez fragiles.
La porte d'entrée mène directement dans le vestibule. À droite, on trouve la salle à manger qui communique directement avec la cuisine. À gauche, on trouve un premier salon (avec notamment une cheminée) et, au bout de celui-ci, un deuxième salon, qui comprend lui une télévision et qui communique aussi avec la cuisine, à la grande joie d'Homer qui n'a que quelques pas à faire pour aller chercher une bière Duff quand il regarde ses émissions favorites. Le rez-de-chaussée forme ainsi une sorte de carré. Il comprend aussi une salle de jeu et des escaliers menant au premier étage. 
Si on monte les escaliers, on découvre un couloir avec différentes portes s'ouvrant sur plusieurs pièces : les chambres de Lisa, Bart, Maggie et Homer & Marge, soit quatre chambres ; une salle de bains, des toilettes et diverses autres pièces qui peuvent changer suivant les épisodes.
De plus, un grenier, accessible depuis une ouverture située au plafond près de l'escalier, forme le second étage. N'étant qu'une grande aire ouverte (à l'exception de quelques poutres), il est utilisé comme débarras. Hugo (le frère siamois de Bart) y a notamment été enfermé dès la naissance (d'après un épisode spécial Halloween, ce qui ne suit donc pas la trame de la série).
La maison, entourée par des barrières en bois, comprend aussi un jardin comprenant notamment la cabane dans l'arbre de Bart. Le chien, Petit Papa Noël, dort parfois dans une niche à l'extérieur de la maison.
La maison comporte un sous-sol.
Le numéro du système d'alarme est le 3679.

## Les voisins
La maison à gauche de celle des Simpson est celle de la famille Flanders, ce qui permet à Homer d'emprunter - et de garder - à son voisin Ned les objets qui lui font envie.  Toutefois, dans la saison 16, après une humiliation d'Homer, Ned et ses fils déménagent et le nouveau voisin des Simpson est un coach brutal et irrespectueux qui malmène Homer de la même manière que celui-ci maltraitait Ned. Ce dernier ne rencontre pas le bonheur non plus lorsque ses nouveaux concitoyens le considèrent comme un immigré parce qu'il a refusé de raser sa moustache. Flanders revient vivre à Springfield. Dans un autre épisode, Flanders et ses fils partent en voyage, laissant leur demeure à Clétus.
George Bush père et sa femme Barbara ont un temps habité en face des Simpson dans une luxueuse maison avant d'être remplacés par Gérald Ford. Cette maison n'apparaît que dans de rares épisodes.
Dans la maison située à droite, vivaient les Winfield qui déménagèrent dans la quatrième saison pour partir en Floride afin de profiter de leur retraite. Ruth Powers, une femme célibataire accompagnée de sa fille Laura, les remplace malgré la présence "dérangeante" d'Homer. Bart tomba amoureux de Laura pendant un moment avant de connaitre un chagrin d'amour. À la suite de cet événement, les apparitions de Laura et de sa mère se font plus rares, mais la présence de Ruth par moments suffit pour continuer de croire qu'ils sont toujours les voisins des Simpson. Dans un autre épisode, Ruth va d'ailleurs faire la connaissance de Marge . Cependant, dans la saison 16, la maison est mise en vente et Homer refuse de l'acheter, disant qu'il ne veut pas être à la fois lui-même et son propre voisin. Dans la saison 21, un certain Walt Warren, (Tahiti Bob déguisé) emménage mais se fait démasquer. Le vrai Walt déménage quelque temps après, laissant place à Ted Flanders, un cousin de Ned, ayant deux filles (Homer dira qu'il est pire d'être entourés de Flanders que d'un tueur). Ted Flanders cède ensuite la place à une famille cool venant de Portland qui ne restera qu'un seul épisode. Dans la version bande dessinée, un autre  voisin de droite a convaincu Bart (dans un épisode) de créer sa propre compagnie d'arbalètes. Homer a aussi eu dans une autre histoire des voisins hippies.
La famille Van Houten serait probablement voisine des Simpson, Bart avoue même que Milhouse est son meilleur ami parce qu'il habite tout près et dans un autre épisode Homer demande à Milhouse si Bart est avec lui en hurlant par la fenêtre de la maison.

## Aménagement et meubles
Les chambres sont au premier étage, tandis que les salons, la cuisine, la salle à manger et la salle de jeu sont au rez-de-chaussée.

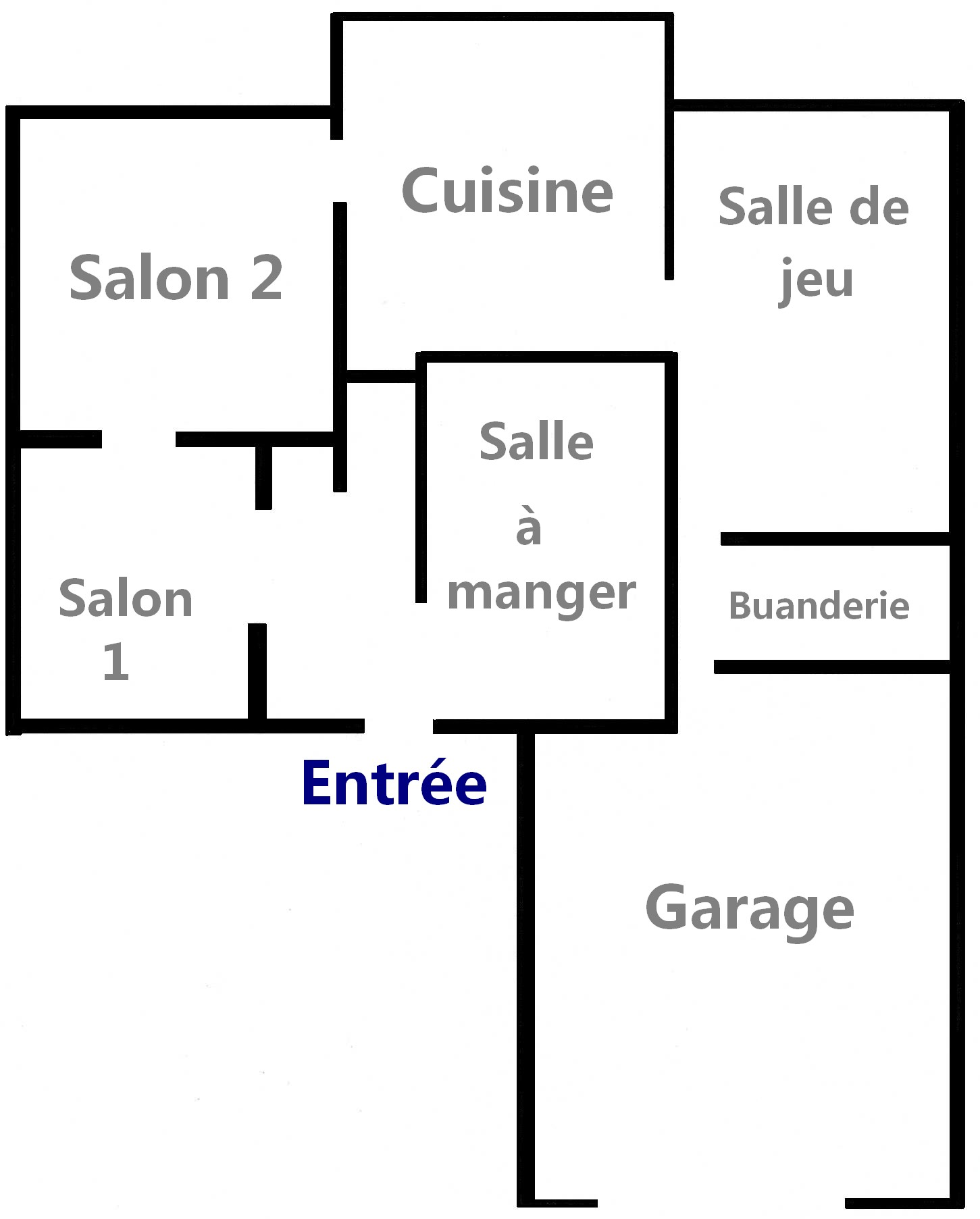
Plan de la maison du rez-de-chaussée.

La disposition des pièces, principalement à l'étage, varie d'un épisode à l'autre, notamment pour les chambres. Malgré tout dans la chambre de Bart, il y a souvent des posters et un réveil à l'image de Krusty le clown. Dans celle de Lisa, il y a souvent des draps roses, un bureau près de la fenêtre, et une grande bibliothèque.
Cependant, certains éléments sont stables et ne varient que très rarement. Par exemple, les rideaux verts avec imprimés de maïs et le dessin représentant une maison enfantine dans la cuisine, la salle à manger avec ses meubles et sa décoration, le tableau représentant un navire (représentant une scène de Moby Dick) dans le salon, les photos de famille, le célèbre canapé toujours dans le salon, etc.
Le positionnement de l'escalier menant vers la cave n'a jamais été clair, de même que la salle de jeu n’apparaît que très tard, en effet, il a longtemps été question que la cuisine se trouve derrière le garage (cfr. entre autres l'épisode du Canyonero). Idem pour la buanderie, car la machine à laver se trouvait à la cave. 
Depuis le passage de la série en HD (dans l'épisode Prenez ma vie, je vous en prie), la famille Simpson possède un téléviseur à écran plat au format 16/9ème accompagnant le changement de format de la série.